# Lionneta
Lionneta is een geslacht van spinnen uit de  familie van de Oonopidae (dwergcelspinnen).

## Soorten
- Lionneta gerlachi Saaristo, 2001
- Lionneta mahensis Benoit, 1979
- Lionneta orophila (Benoit, 1979)
- Lionneta praslinensis Benoit, 1979
- Lionneta savyi (Benoit, 1979)
- Lionneta sechellensis Benoit, 1979
- Lionneta silhouettei Benoit, 1979
- Lionneta veli Saaristo, 2002